# 最後の審判 (ティントレット)

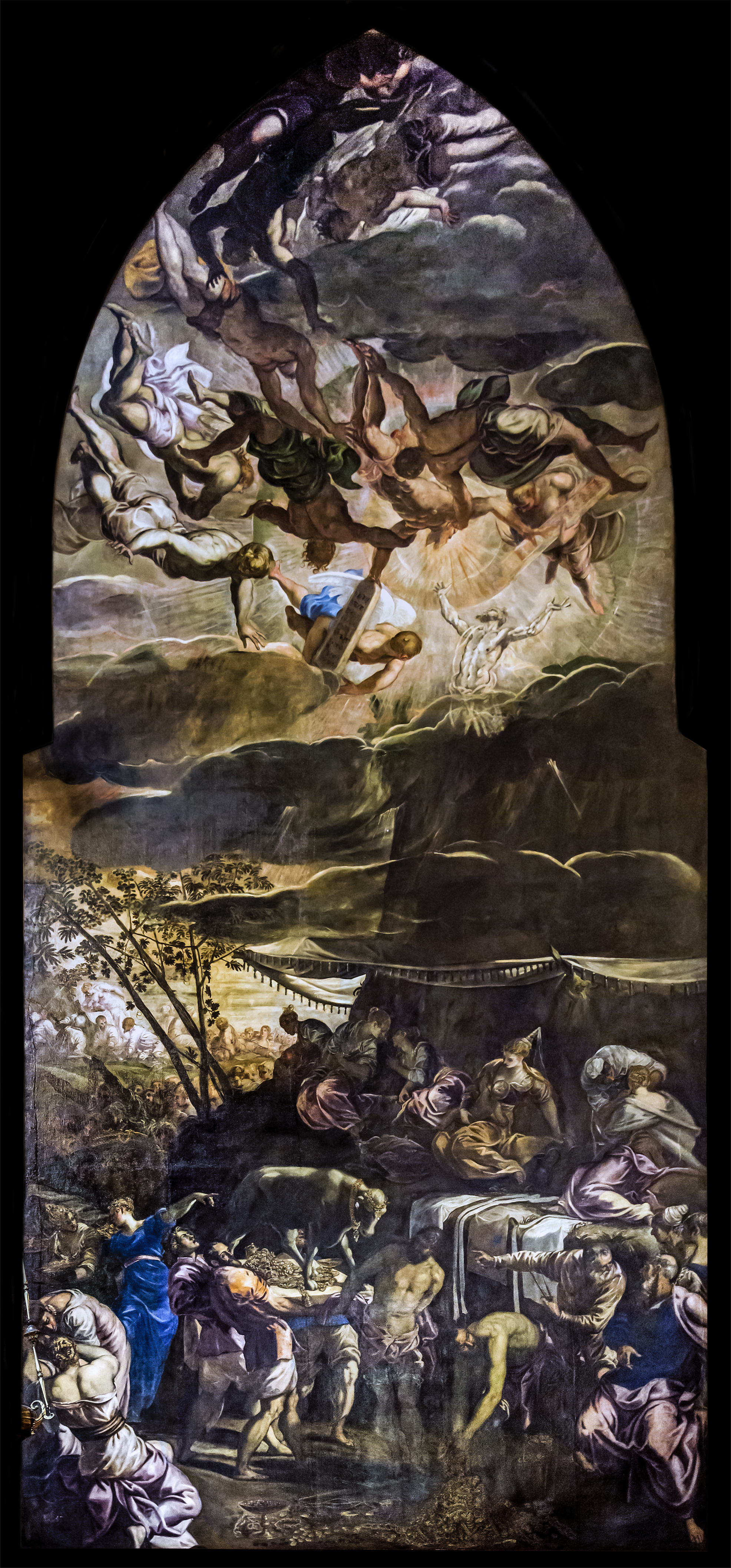
対作品『モーセへの十戒の授与と黄金の子牛の礼拝』。

『最後の審判』（さいごのしんぱん、伊: IL Giudizio Universale, 英: The Last Judgment）は、イタリアのルネサンス期のヴェネツィア派の巨匠ティントレットが1560年から1562年の間に制作した絵画である。油彩。主題は『新約聖書』で語られている最後の審判から採られている。対作品『黄金の子牛の礼拝』とともに横幅5.8メートル、高さ14.5メートルに達する大作である。この14.5メートルというサイズはこれまで制作されたどの絵画よりも高い。ヴェネツィアのマドンナ・デッロルト教会のために制作され、教会内陣の祭壇右側の壁に『黄金の子牛の礼拝』と向かい合って設置された。現在もマドンナ・デッロルト教会に所蔵されている。

## 主題
最後の審判とは、キリストが再臨する終末の日に起きるとされる出来事である。この日、墓の中にいる者たちはみな神の子の声を聞き、善人は生命を受けるために、悪人は裁きを受けるために蘇って墓から出てくる。そしてキリストがすべての御使たちを従えて現れると、栄光の玉座に座り、すべての国民をその前に集めて、善人を右に、悪人を左により分ける。キリストは右にいる人々に「わが父に祝福されし者たちよ、世の初めからあなたがたのために用意されている御国を受けつぎなさい。あなたがたは、空腹のわたしを助け、渇きをいやし、旅をしていたわたしに宿を貸し、裸であったときに服を与え、病気のときに見舞い、獄中にいたときに尋ねてくれたからである」と言い、続いて左にいる人々に「呪われし者どもよ、わたしを離れて、悪魔とその使たちのために用意されている永遠の火に入ってしまえ。あなたがたは、空腹のわたしを助けず、渇きをいやさず、宿を貸すことも、服を与えることもせず、また病気のときや、獄中にいたときに、わたしを尋ねてくれなかったからである」と言う。そして彼らは永遠の刑罰を受け、正しい者は永遠の生命に入る。

## 制作経緯
対作品に関する契約書をはじめとする記録の類は現存していない。そのためティントレットに制作を依頼した経緯や発注主は分かっていない。しかしこの点について、17世紀の画家・伝記作家のカルロ・リドルフィは貴重な制作経緯に関する逸話を伝えている。
リドルフィはティントレット自らマドンナ・デッロルト教会に対作品の制作を申し出たと述べている。

ティントレットは想像力豊かな才能によって、絶えることなく作品のアイディアが溢れ出ていたため、いつも自分が世界で最も大胆な画家として周知されるための方法について考えていた。そこで、あるとき彼は、マドンナ・デッロルト教会の司祭たちに、内陣のために、高さが50ピエーディになる2点の巨大な絵画を制作することを申し出た。修道院長は教会の1年間の収入では、このような大規模な作品に報酬を支払うに足る十分な資金を用意できないと考えて、笑って彼を去らせた。しかしティントレットは動じずに、制作の際に支出した分を補うだけの金額を要求し、それを報酬としたいと付け加えた。修道院長はこの機会を逃してはならないと考え、100ドゥカートの報酬を支払うことで合意した。

美術史家フレデリック・イルヒマン（Frederick Ilchman）によると、この提案が事実であったならば、ティントレットは制作で使用した画材の費用を埋め合せることもできなかった。当時、巨匠ティツィアーノ・ヴェチェッリオはいまだ存命であり、若いティントレットはより大きな名声を得て、さらなる注文を得たいと願っていたであろうことを考えると、ありえない話ではないという。
また内陣にはティントレットによって4つの枢要徳の擬人像『節制』（Temperanza）、『正義』（Giustizia）、『賢明』（Prudenza）、『剛毅』（Fortezza）が制作された。

## 作品

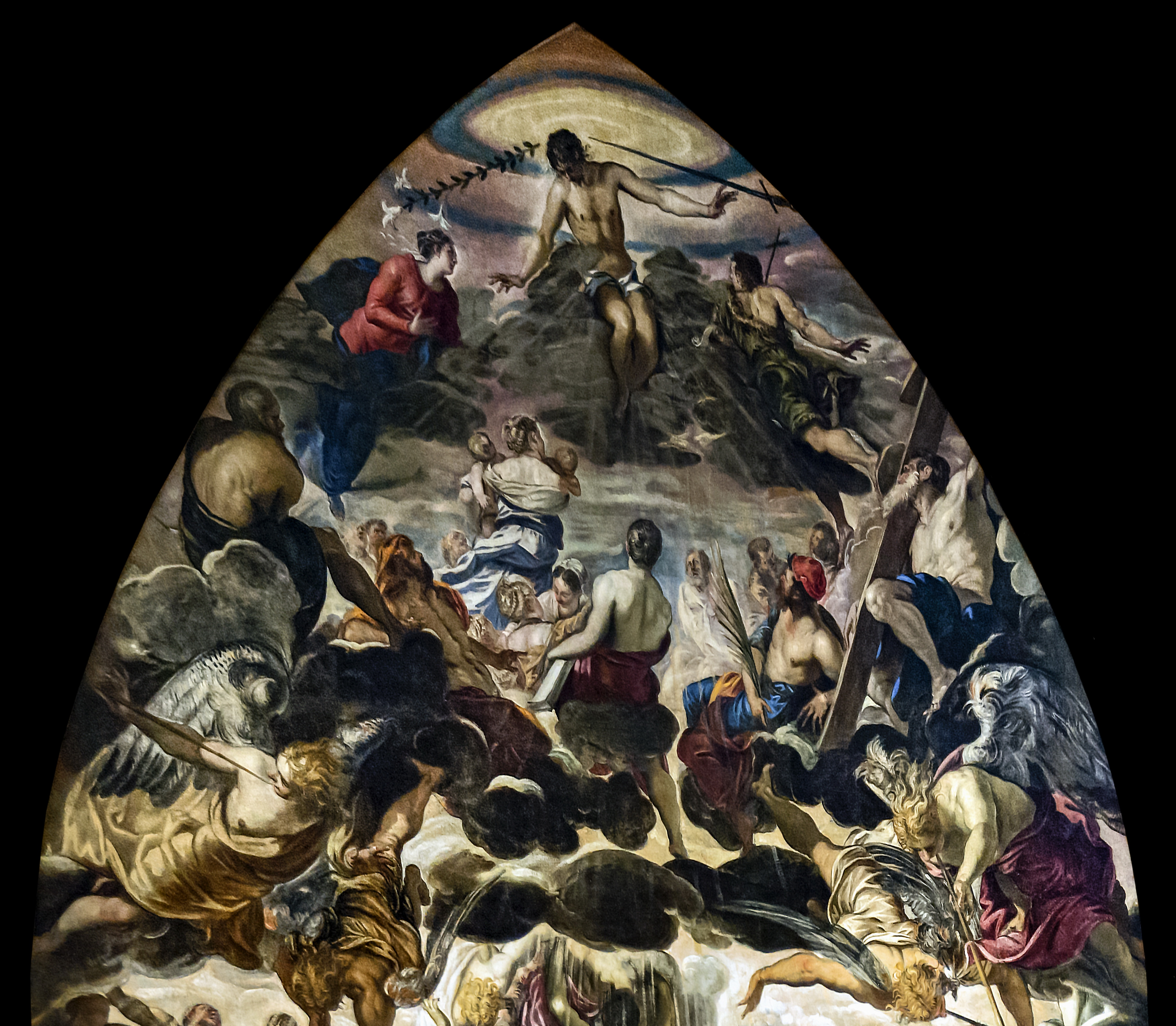
再臨したキリスト。その両脇に聖母マリアと洗礼者聖ヨハネ。その下方に《慈愛》の擬人像。

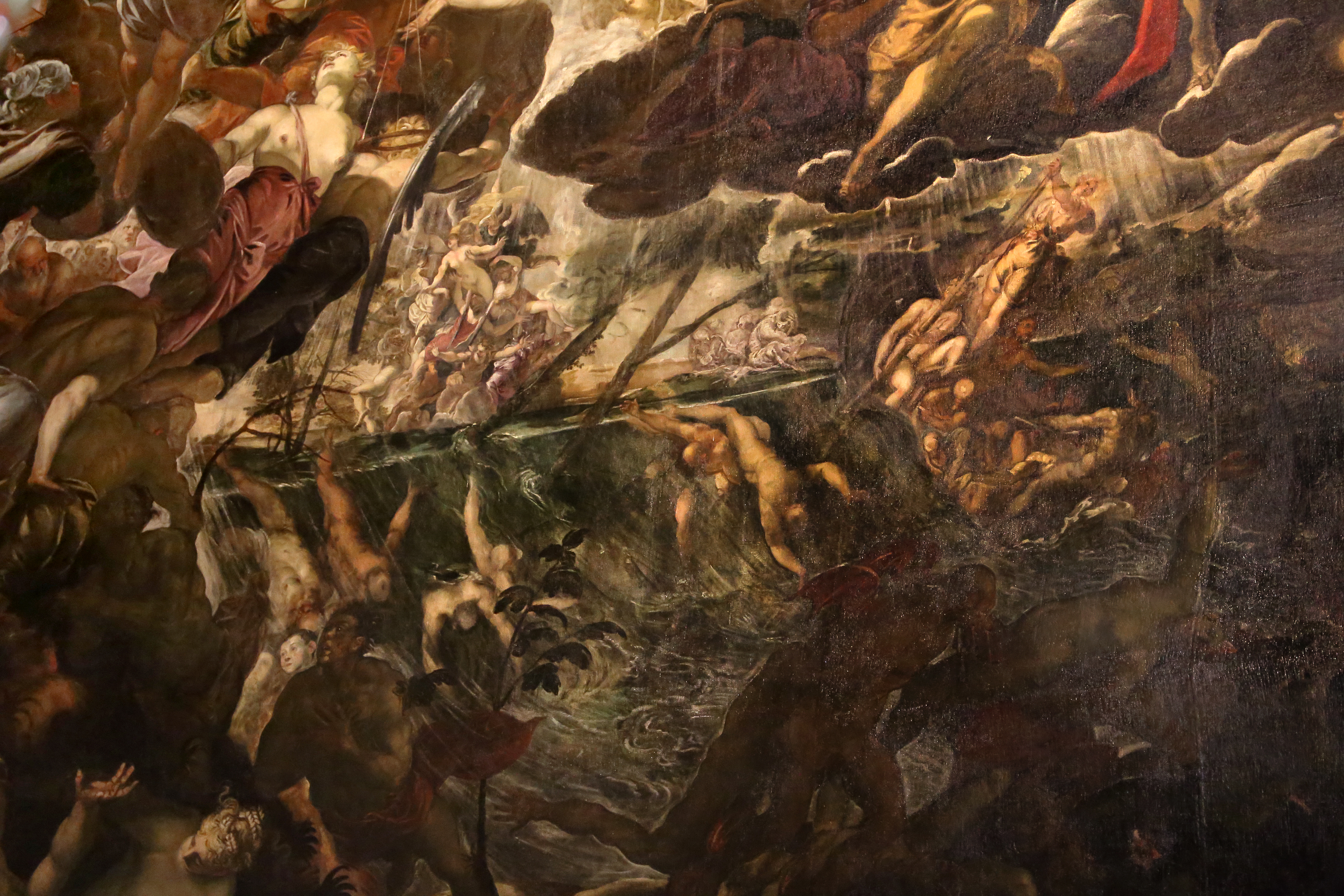
海は滝となって流れ落ち、呪われた者たちを押し流す。

ティントレットは画面の最も高い場所に再臨したキリストを描いている。キリストは雲上の裁きの座にあり、両手を広げて下方を見つめている。その頭上には慈悲の白い百合と復讐の剣が描かれている。キリストの両脇には仲介者としての聖母マリアと洗礼者聖ヨハネが配置され、キリストに助言を与えている。その下に配置されている2人の赤子を抱いた女性像は《慈愛》の擬人像である。聖人たちはさらにその下方、画面の上段から中段部分にかけて、いくつかに分かれた円の形状で浮かんだ雲の上に配置されている。ティントレットはこのようにキリストを頂点とした聖人の一群を階層的に描くことで天国を表現している。
最後の審判で復活した人々は、画面上部から画面下部にかけて描かれている。画面の最下部では死者たちが復活し、墓から這い出ている。そのうち救済された人々の群れは《慈愛》に導かれ、聖人たちが座した階層的な雲を突き抜け、 キリストを目指して上昇している。4人の御使いたちはラッパを吹き鳴らし、天秤を持った大天使ミカエルは下方に向かって剣を構えている。画面中央奥には海があり、救済された人々が上昇している。その一方で海は彼らの前方で滝となって流れ落ち、地獄行きを宣告された人々を画面右下の地獄に押し流している。画面右下では地獄の渡し守カロンのものとされる小舟が描かれ、悪魔が人々を船に乗せようとしている。画面右端では地獄の業火が燃え盛っている一方、画面右下隅では天使が地獄に堕ちようとしている人を助けている。
ティントレットの『最後の審判』は伝統的な図像と多くの点で異なっている。伝統的な図像では画面の中央に審判者キリストと12人の使徒による「天上の法廷」、また左右に天国と地獄が描かれる。しかし、ティントレットはキリストを明確に描く一方で、12人の使徒を明確に描いていない。大天使ミカエルも天秤を持っているが、明確に魂の計量をする様子を描いていない。
また再臨したキリストは伝統的に厳格な審判者として正面像で描かれたが、ティントレットは審判者としてのキリストではなく、救済者としての慈愛に満ちたキリストの姿を描いている。作品全体としても、審判よりも慈愛を強調して描いている。
構図はある程度まで、ミケランジェロ・ブオナローティが制作したシスティーナ礼拝堂壁画の『最後の審判』の影響を受けている。またティツィアーノ・ヴェチェッリオの『ラ・グロリア』（La Gloria）から影響を受けた可能性がある。
画面右端の聖人群の中には1組の男女の人物像が描かれている。この人物像は1966年に修復を受けた際、もとのキャンバスを切り取った後に貼り付けたものであることが判明した。それ以降、男女の人物像は対作品のパトロンと関連づけて考えられている。パトロンについては、美術史家ロドルフォ・パルッキーニやA・ニエーロ（A. Niero）は枢機卿ガスパロ・コンタリーニ（1483年–1542年）の兄弟トンマーゾ・コンタリーニ（Tommaso Contarini）、マイケル・ダグラス・スコット（Michael Douglas Scott）とR・ルゴーロ（R. Rugolo）はマドンナ・デッロルト教会の所有者であったサン・ジョルジョ・イン・アルガ島の在俗祭式者会としている。

## 解釈
パルッキーニは、本作品が枢機卿ガスパロ・コンタリーニの思想に影響を受けていることを指摘した。ガスパロ・コンタリーニはヴェネツィア最古の貴族の1つコンタリーニ家の出身で、カトリックとプロテスタントが対立を深める時代に、プロテスタントに共感し、両宗教界の間の亀裂を回避すべく奔走した人物である。しかし1541年にレーゲンスブルクで開かれた歴史的会談は失敗に終わり、コンタリーニはカトリックから異端の告発を受けることになった。コンタリーニ家はマドンナ・デッロルト教会に一族の礼拝堂を所有しており、コンタリーニの死から20年以上経た1563年（対作品の制作と同時期）に、彼の遺体が同教会に埋葬されている。パルッキーニはこの点に注目し、『最後の審判』の審判者として表されたキリストの慈悲深い態度に、ティントレットのコンタリーニに対する共感が表れていると考えた（1969年）。
イレイン・M・A・バンクス（Elaine M. A. Banks）も同様にコンタリーニの信仰を表しているとした。バンクスによると、ティントレットは《慈愛》を重要な位置に描くことで、キリストの救済は《慈愛》の執り成しによってなされるというコンタリーニの信仰を表している。さらに偶像崇拝の場面を描いた『黄金の子牛の礼拝』は、カトリックを異端視するプロテスタントの考えを想起させるという（1978年）。
クネップフェル（D. Knӧpfel）は対抗宗教改革との関連を指摘して、「モーセへの十戒の授与」は十戒の授与ではなく神とモーセの出会いを主題とし、『最後の審判』は審判ではなく人間の救済として解釈されるとした（1984年）。
アントニオ・マンノ（Antonio Manno）によると、対作品の主題の意図は『新約聖書』「ヨハネによる福音書」の「律法はモーセを通して与えられ、めぐみとまこととはイエス・キリストを通してきたのである」という言葉にあるとした（1994年）。続いてマイケル・ダグラス・スコットは、対作品は人類救済の歴史の始めと終わりを表していると考えた。すなわちイスラエルの律法より始まった救済の歴史は、最後の審判のキリストの再臨と死者の復活において終焉を迎える（1995年）。
イルヒマンによると、対作品はティントレットの宗教芸術への関心が表れている。ティントレットは『黄金の子牛の礼拝』で古代イスラエル人による黄金の子牛の制作の場面を取り上げることで誤った芸術の例を示し、『最後の審判』で宗教絵画の模範を示している。それによってティントレットは宗教芸術を制作する際の芸術家の責任について意見表明をしているという。

## 来歴
絵画はジョルジョ・ヴァザーリをはじめ、1581年にフランチェスコ・サンソヴィーノ、ラファエロ・ボルギーニ（1584年）、カルロ・リドルフィ（1648年）、マルコ・ボスキーニ（1674年）、ザネッティ（Zanetti, 1771年）、ジャンナントニオ・モスキーニ（1815年）によって言及されている。
イギリスのヴィクトリア朝を代表する美術評論家ジョン・ラスキンは対作品について次のように述べている。

ルネッサンスのゴシック様式の興味深い例である、窓のトレーサリーは非常に豊かで古風な趣があります。最も重要なティントレットの4作品『最後の審判』、『黄金の子牛の礼拝』、『聖母の神殿奉献』、『聖アグネスの殉教』を所有しています。最初の2点は彼の最も大型かつ最も素晴らしい作品の 1 つですが、湿気と怠慢で悲しいほどに傷んでいます。そして旅行者が絵画の意図を根気強く読み解くことに慣れていない限り、絵画から何らかの喜びを引き出そうと期待する必要はありません。しかし、断固たる研究に値する絵画はほかにないでしょう。

## ギャラリー

マドンナ・デッロルト教会内陣の現在の絵画の配置
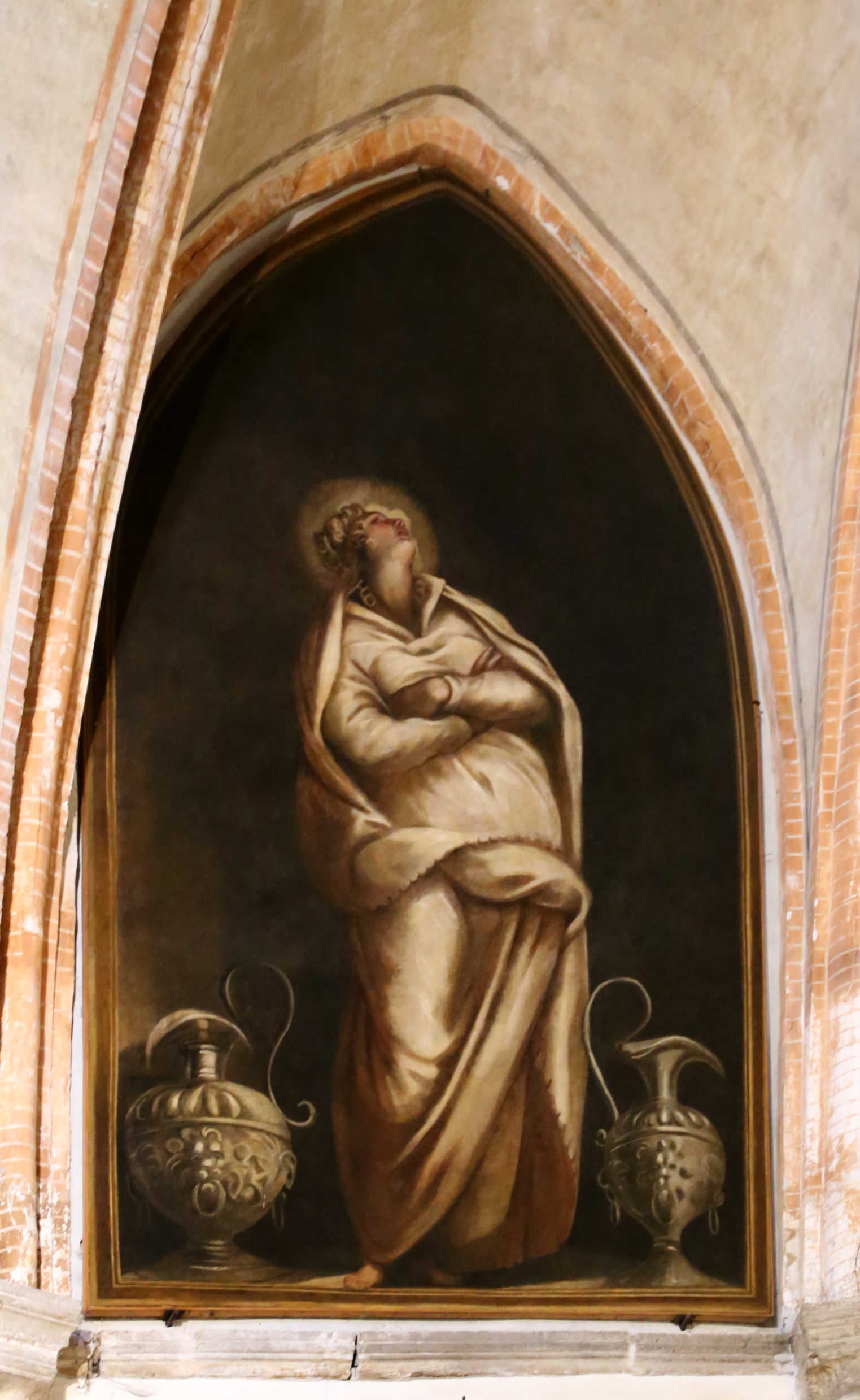
ティントレット『節制』1562年-1563年頃
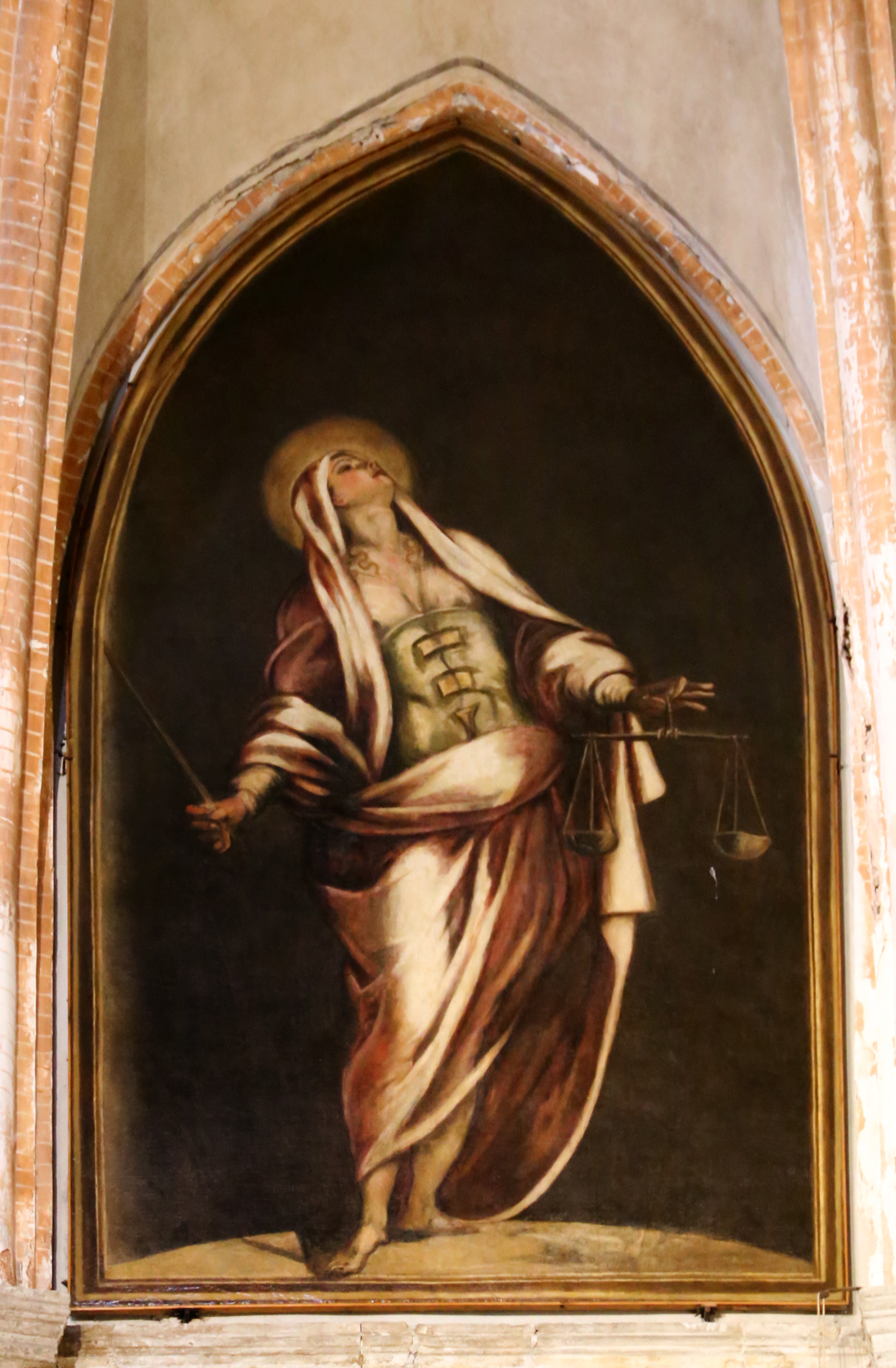
ティントレット『正義』1562年-1563年頃
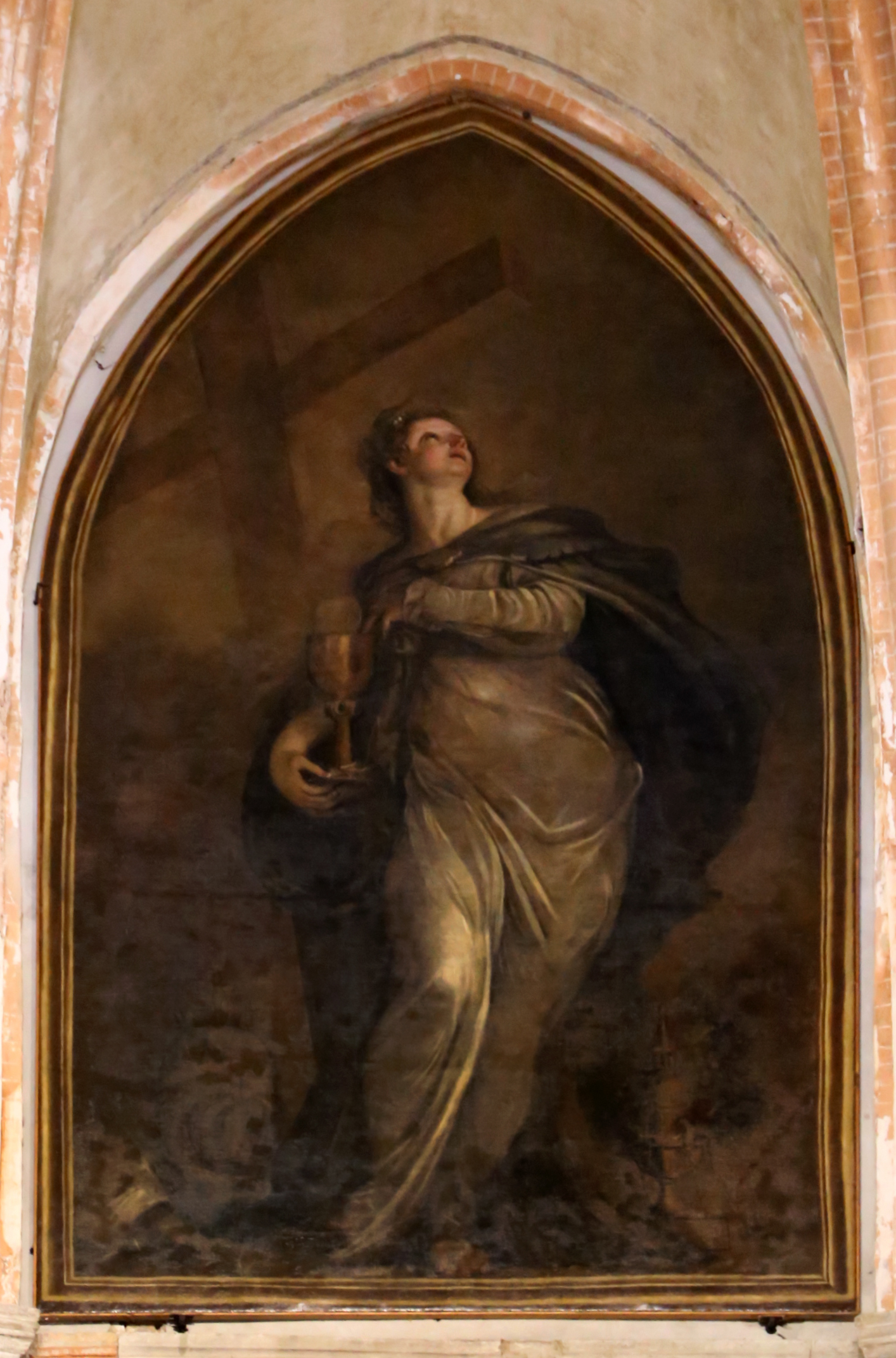
ピエトロ・リッチ（英語版）『信仰』1650年頃
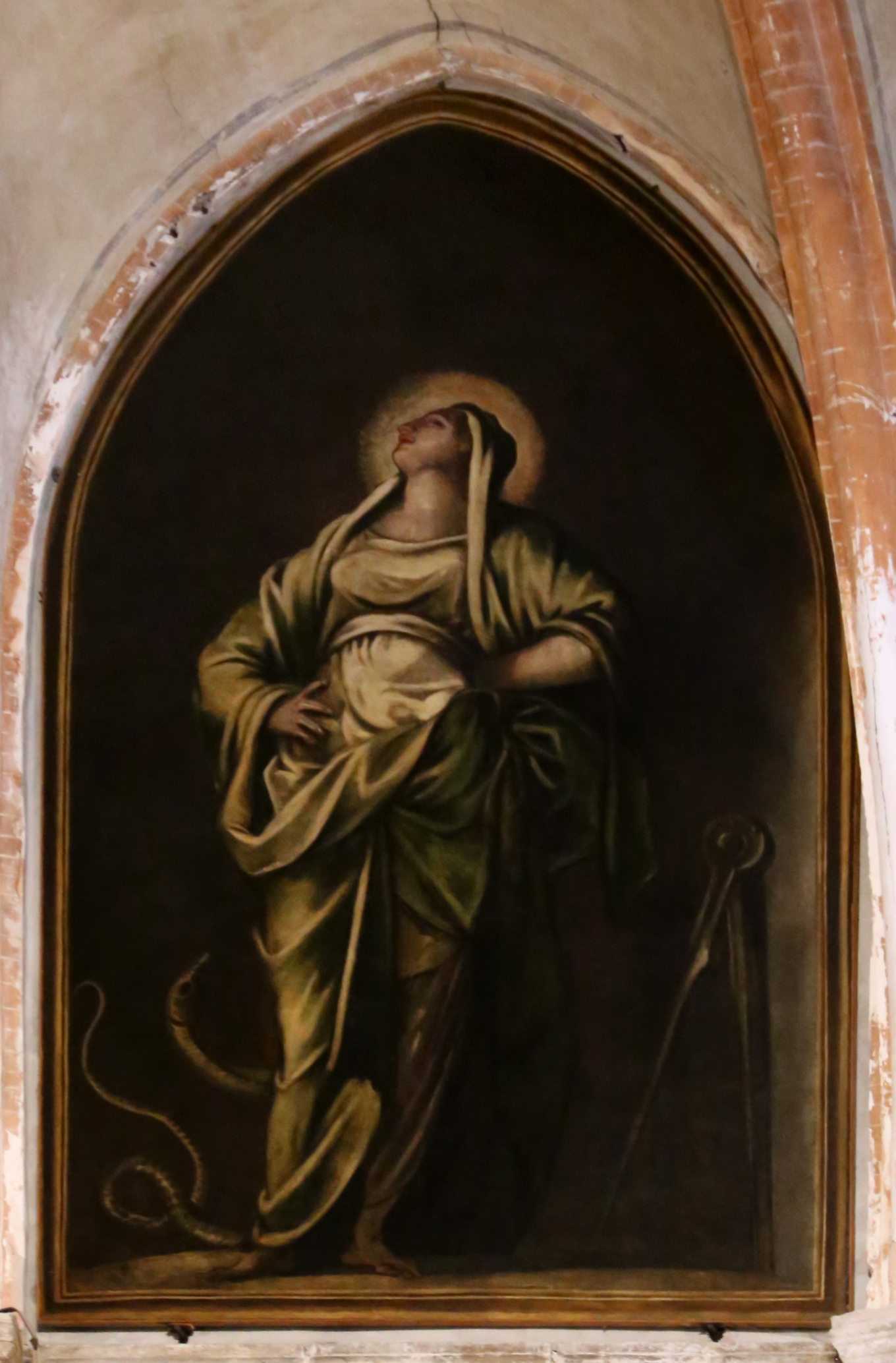
ティントレット『賢明』1562年-1563年頃
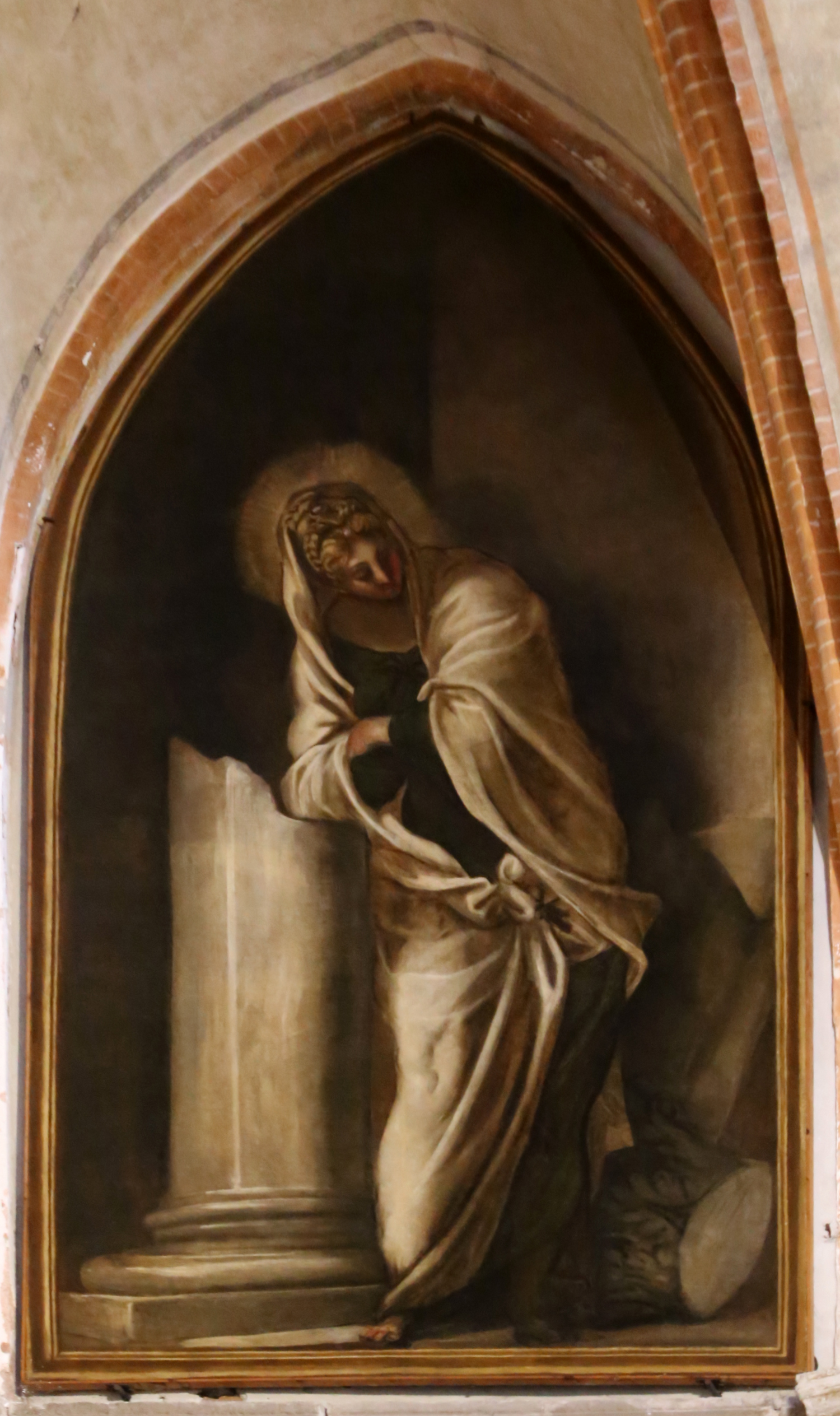
ティントレット『剛毅』1562年-1563年頃

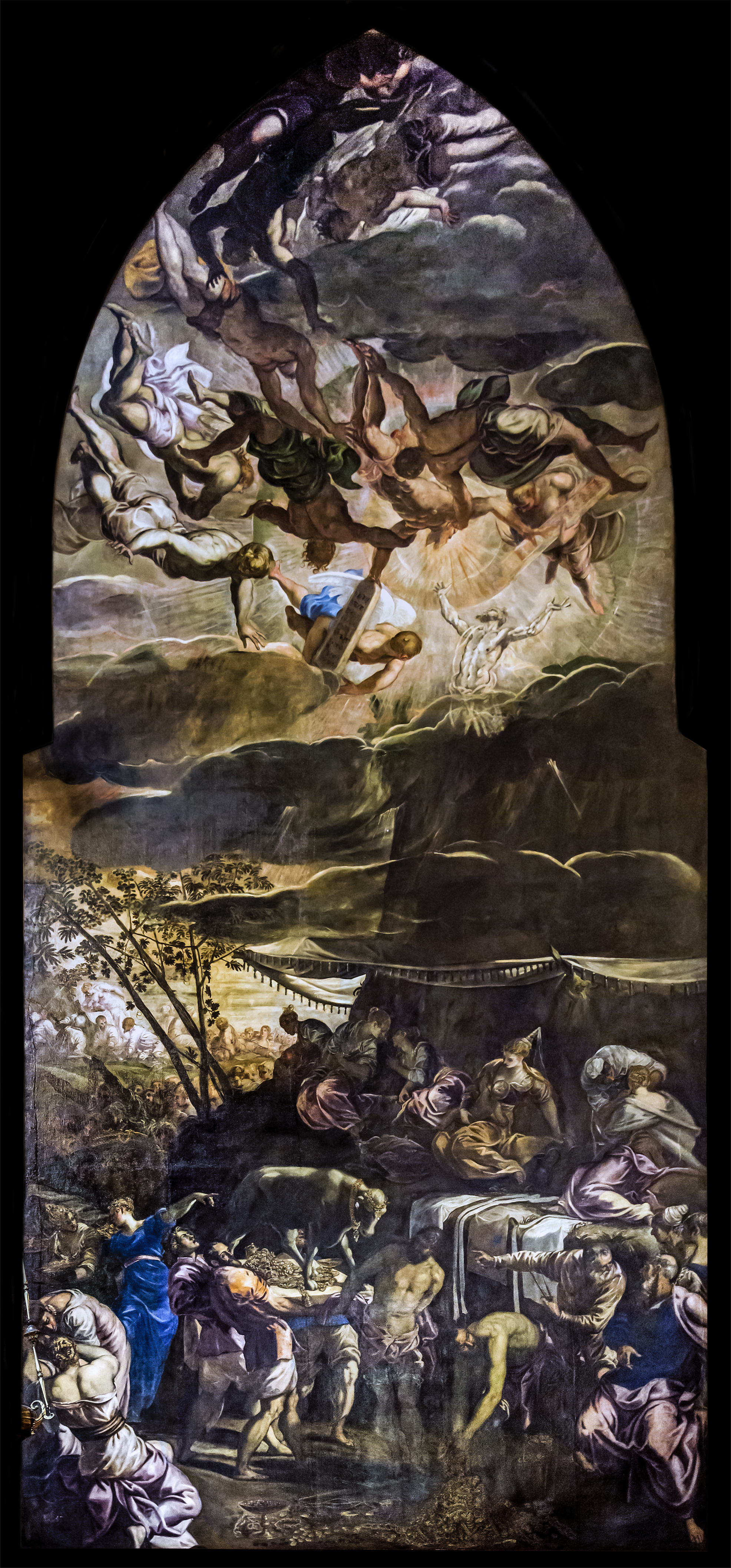
ティントレット『モーセへの十戒の授与と黄金の子牛の制作』1563年
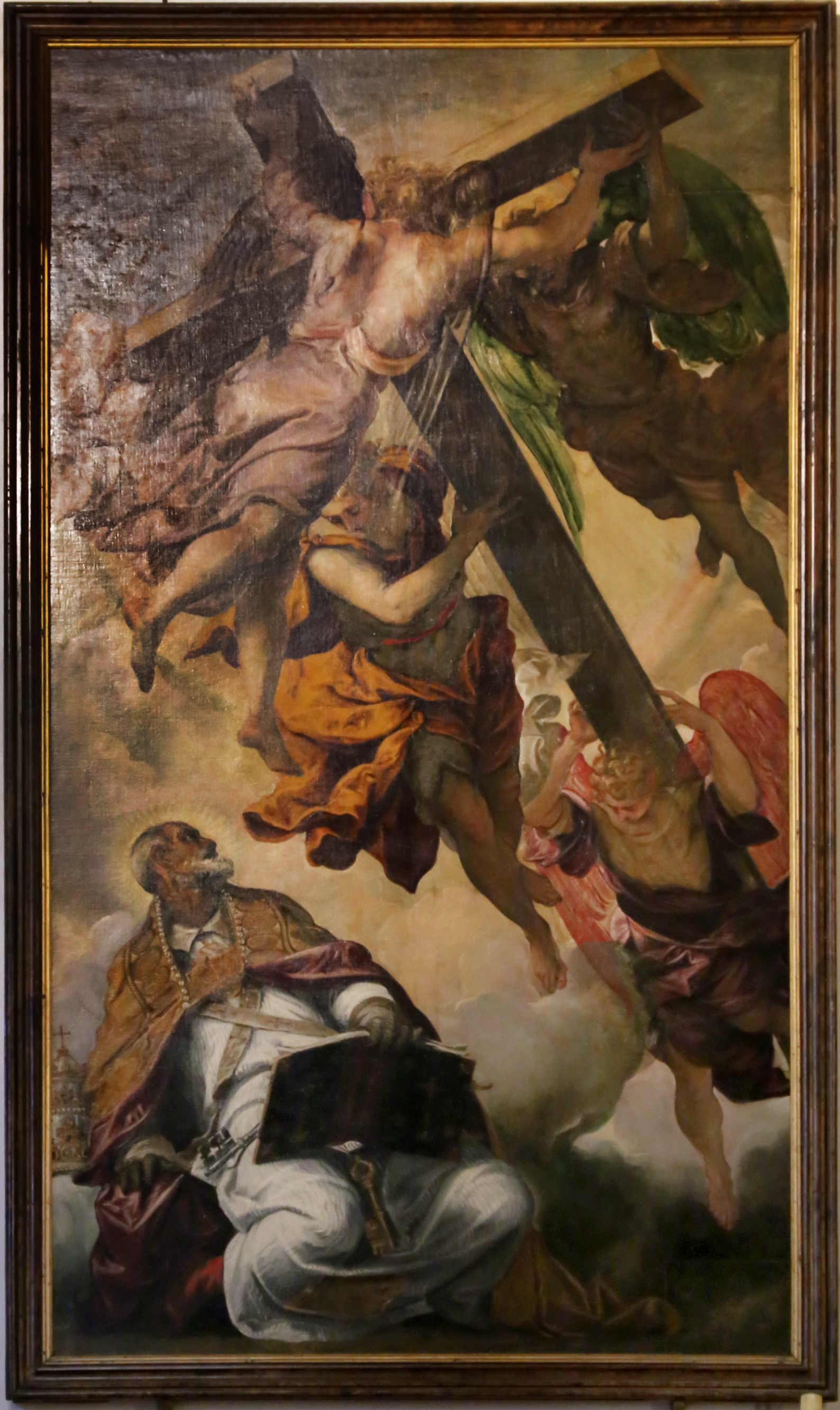
ティントレット『聖ペトロへの十字架の出現』1550年頃
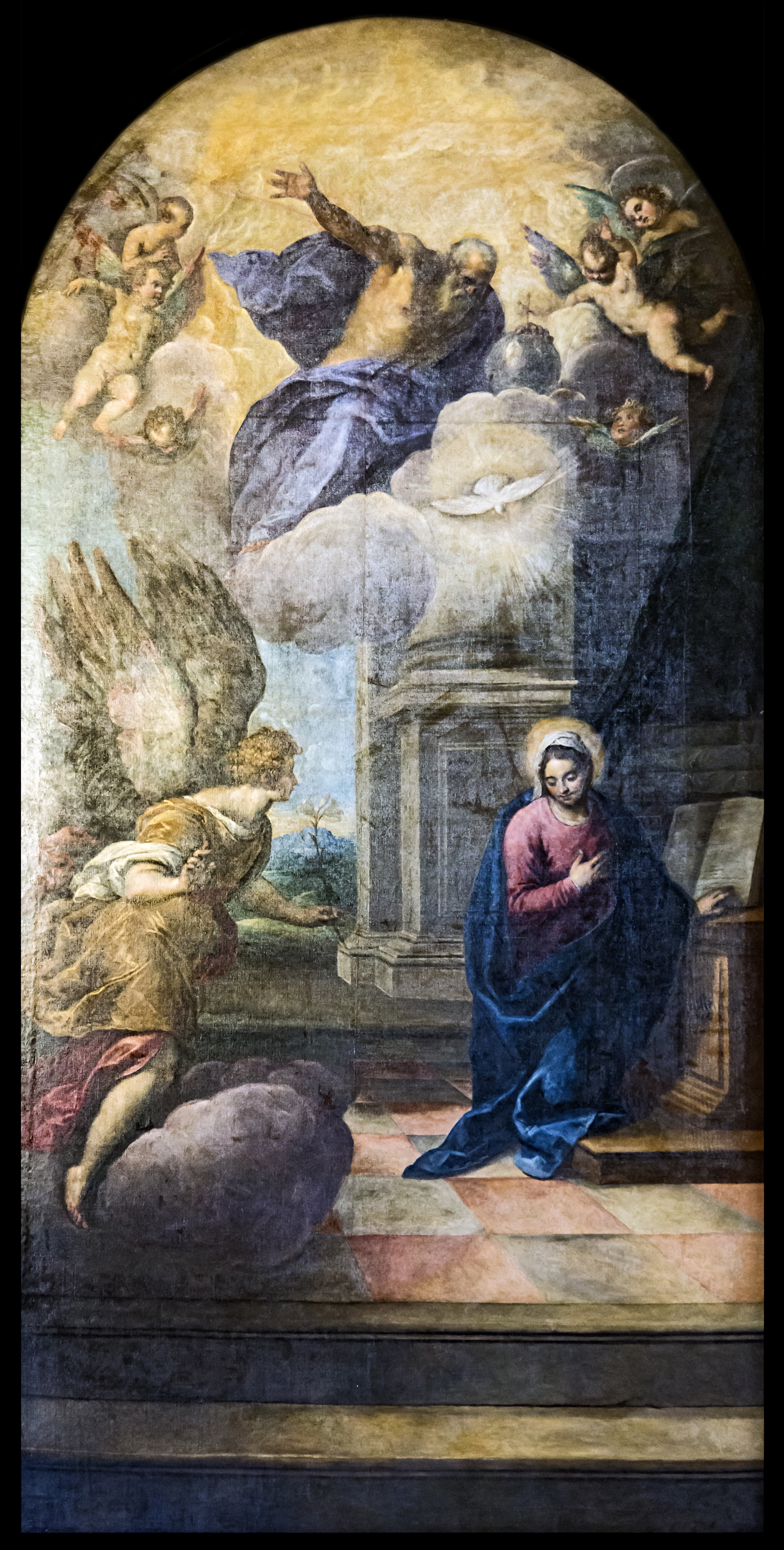
パルマ・イル・ジョーヴァネの主祭壇画『受胎告知』1590年
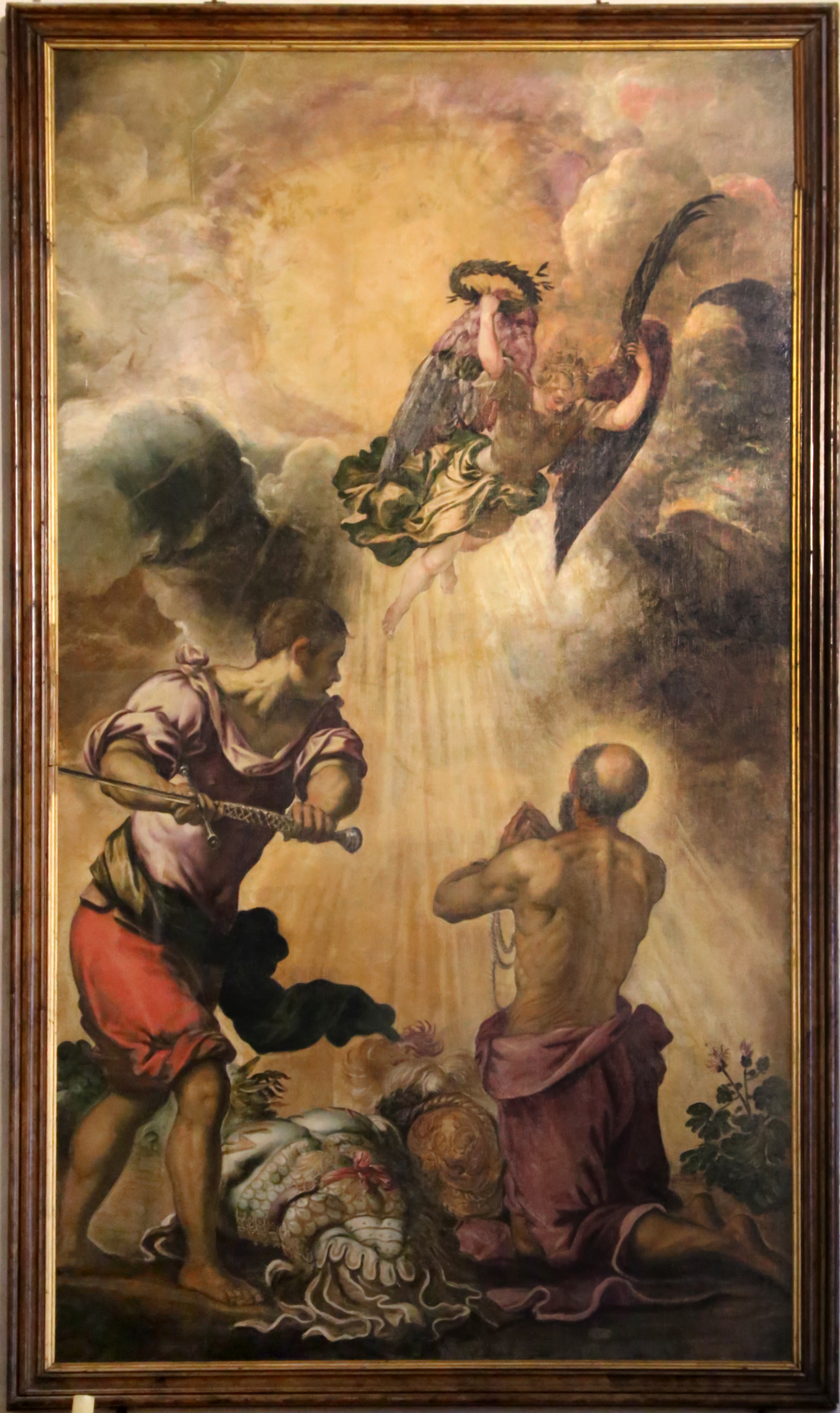
ティントレット『聖パウロの斬首』1550年から1553年の間
ティントレット『最後の審判』1560年から1562年の間

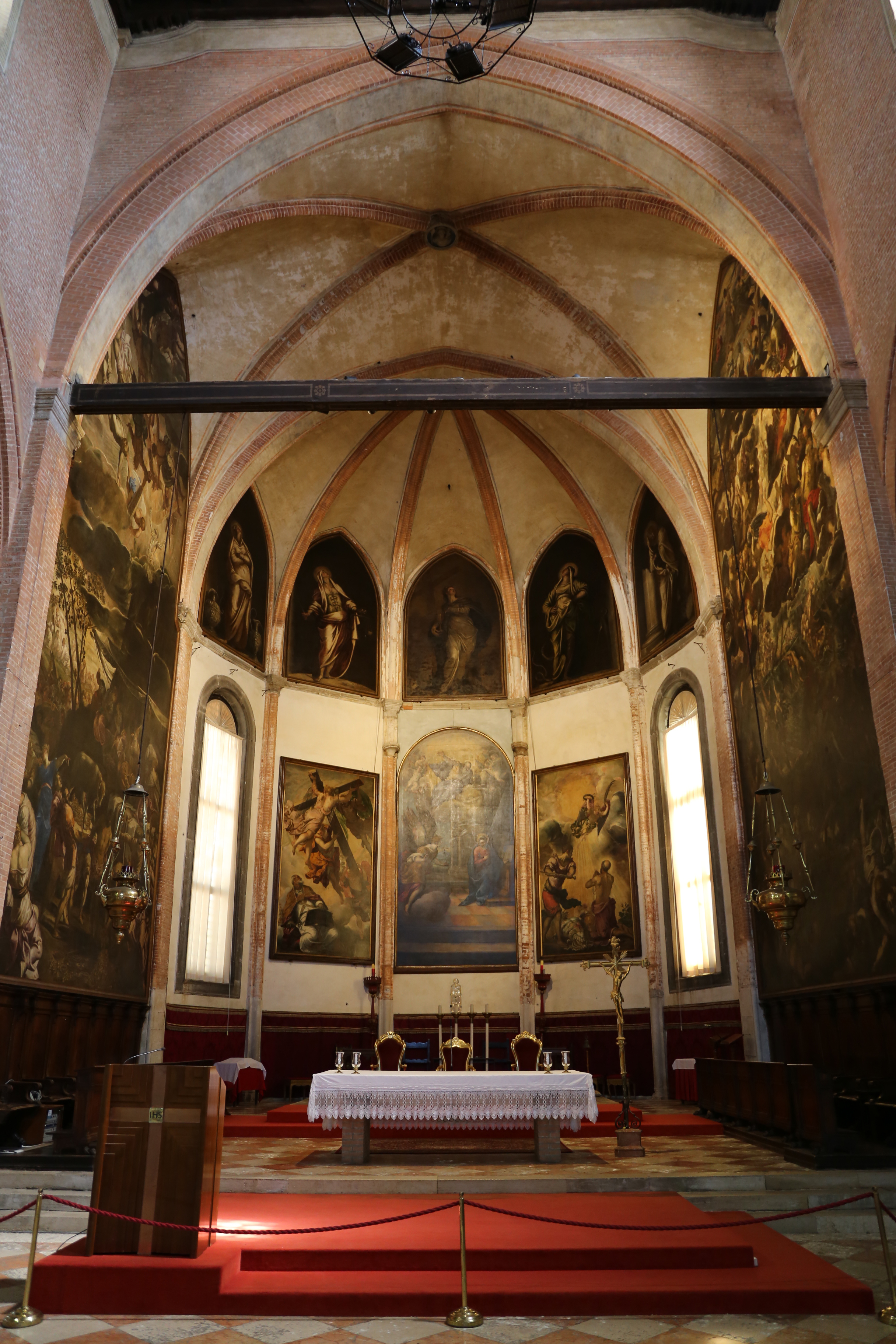
教会内陣
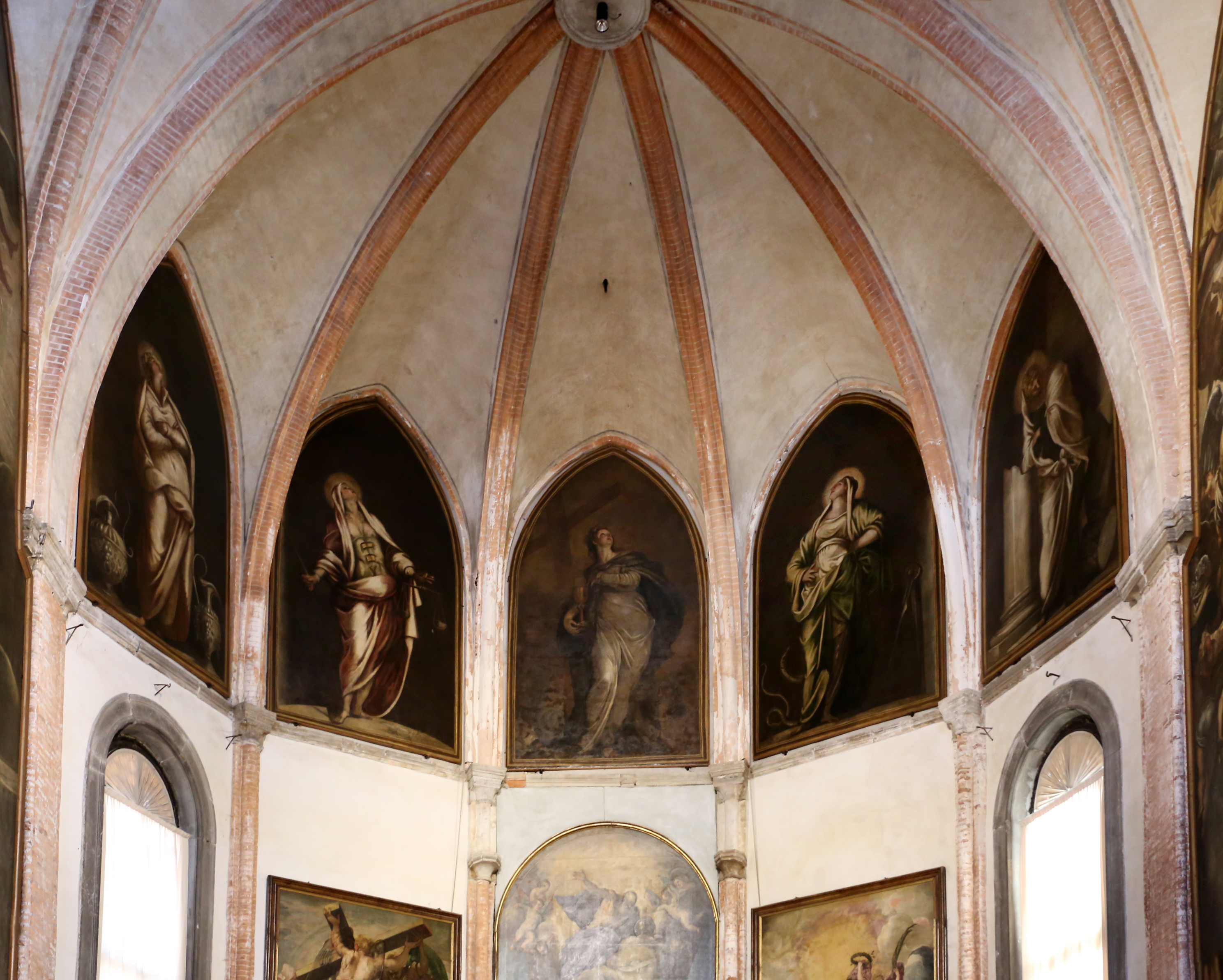
内陣上部
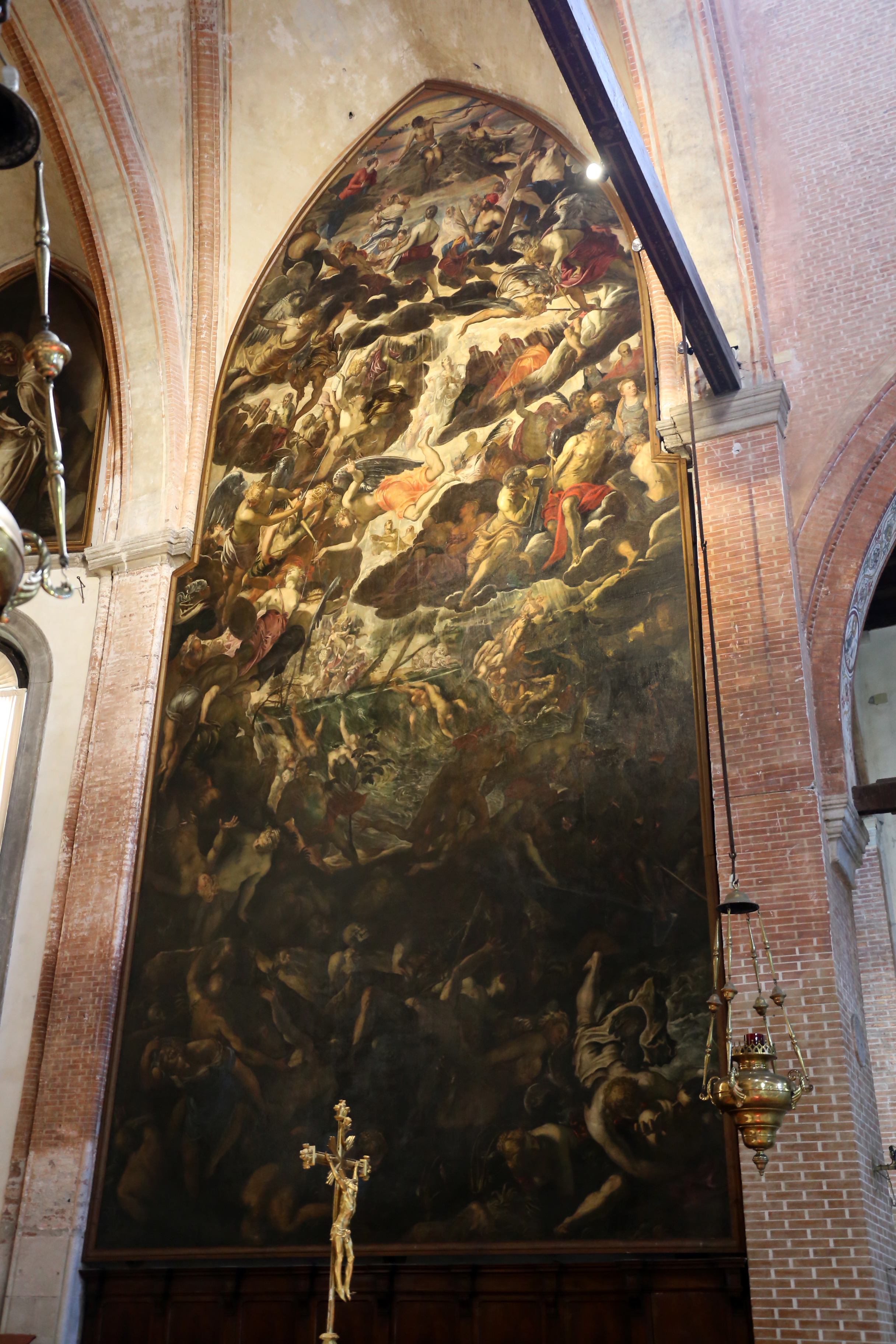
教会内陣右の壁面